# Hans Hassle
David Hans-Erik Hassle, född 1959, är en svensk affärsman med fokus på företags samhällsansvar (corporate social responsibility, CSR). Han driver företaget Evolution Vision Strategy & Communications Stockholm AB tillsammans med sin fru Karin Hassle.

## Biografi

### Familj
Hassle är gift med glaskonstnären Karin Hassle. Tillsammans har de två barn. 

### Yrkesliv
Hassle arbetade under åren 1981 till 1986 som frilansjournalist med inriktning på reseskildringar. Han beskrev bland annat ursprungsbefolkningar från Tibet, Indonesien och Nya Zeeland. 1986 publicerade People Magazine Hassles skildring från den indonesiska ön Siberut, där han under en längre tid levt med mentawei-stammen.
1989 grundade Hassle kommunikationsbyrån Vision and Reality Communication NetWork AB som han sedan var VD för fram till år 2000. Han blev 29 januari 2008 VD för Plantagon International AB. Inom ramen för detta uppdrag presenterade Hassle 2002 organisationsmodellen "företagening" (the Companization) som är en blandning av kommersiellt företag och en ideell förening, och innebär att bolagets ägande, styrning och bolagsordning har anpassats till en samhällsroll där företaget tar ett långtgående ansvar för det gemensamma utöver det som är tvingande enligt gällande lag. Hassle utsågs 2012 till "CEO of the year 2012 – Europe" av European CEO för sitt engagemang inom CSR.

### Internationell verksamhet
2012 blev Hassle medlem i World Entrepreneurship Forum
2016 utsågs Hassle till medlem av ADC Forum Advisory Council.

## Priser och utmärkelser
- 2012 tilldelades Hassle priset "CEO of the Year, Sweden" av 2012 av organisationen European CEO.[7]
- 2012 tilldelades Hassle priset World Finance 100 Award för sitt arbete i Plantagon.[8]
- 2012 tilldelades Hassle Priset SACC New York-Deloitte Green Award för grön teknik.[9]